# Hrabstwo Sydonu
Hrabstwo Sydonu lub Seniorat Sydonu – jedno z czterech najważniejszych lenn Królestwa Jerozolimskiego. Władali nim dziedziczni hrabiowie z rodu Grenier.

## Dzieje

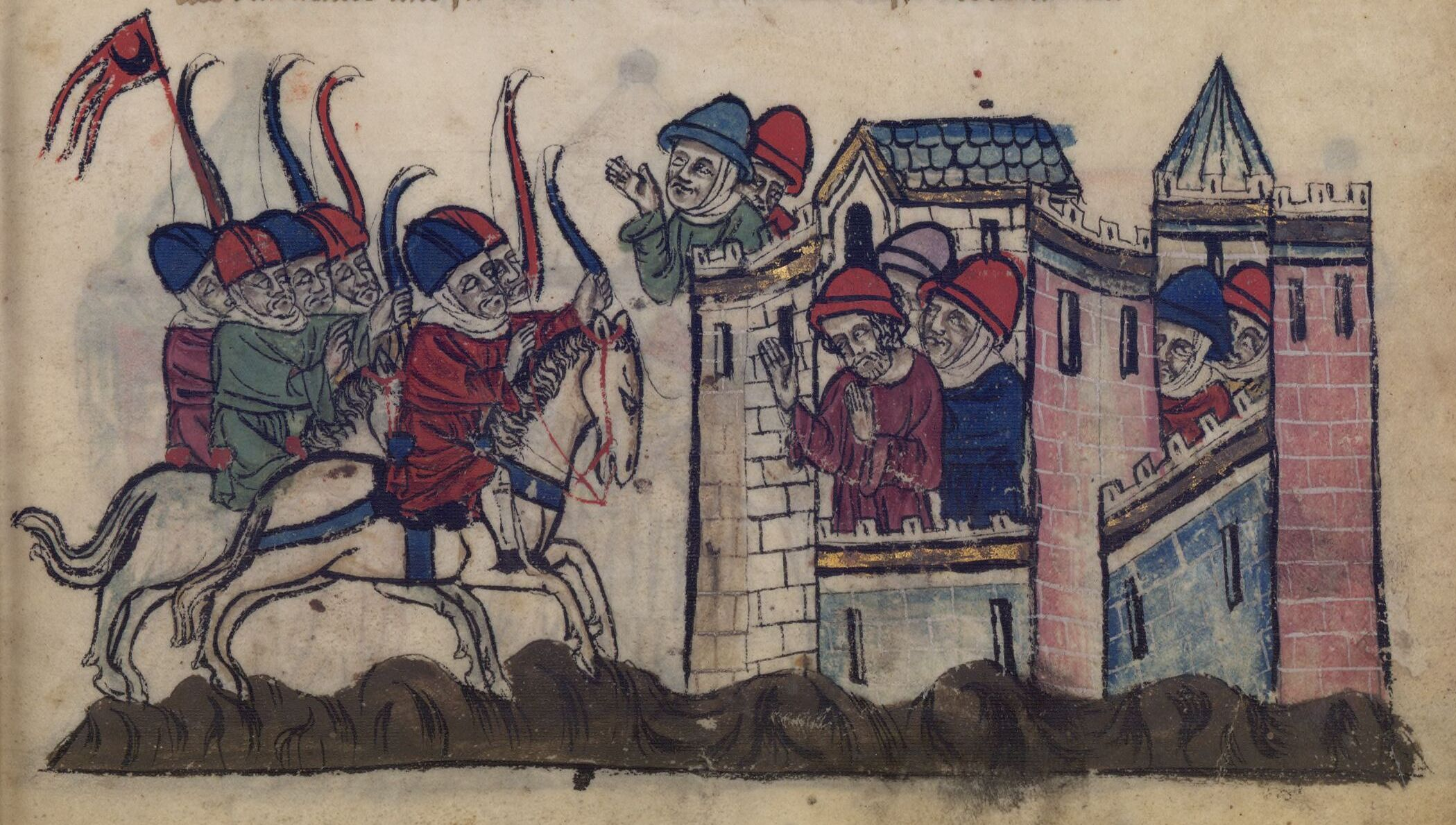
Miniatura przedstawiająca mongolski szturm na miasto w 1260

W grudniu 1110, w wyniku udanego zakończenia oblężenia Sydonu przez krzyżowców, obszar ten znalazł się we władaniu chrześcijan. Król Baldwin I 19 grudnia nadał zdobyty Sydon wraz z przyległymi ziemiami pomiędzy Tyrem a Bejrutem panowi Cezarei – Eustachemu Grenierowi. Od ok. 1170 panowie Sydonu posiadali też swojego wasala w postaci panów na Schuf.
W roku 1187, podczas najazdu Saladyna na Królestwo Jerozolimskie, całe hrabstwo zostało opanowane przez armię muzułmańską. Odzyskano je w roku 1197 i oddano prawowitemu właścicielowi, którym był Renaud Grenier. Wnuk Renauda, Julian Grenier, odsprzedał swoje dobra w roku 1260 templariuszom, ale zachował tytularną godność hrabiego Sydonu. Jednak już jesienią tegoż roku, po wrześniowej klęsce w bitwie pod Ajn Dżalut, wycofujące się wojska mongolskie zniszczyły Sydon, a pozostałości zajęli następnie ścigający ich Mamelucy.
Mimo definitywnego utracenia miasta przez chrześcijan, Julian i jego następcy nadal tytułowali się panami Sydonu. Ostatnim znanym w źródłach tytularnym władcą był żyjący w XV wieku Febus de Lusignan.

## Władcy Sydonu

### Faktyczni
- Eustachy Grenier (1110–1123)
- Gerard Grenier (1123–1171)
- Renaud Grenier (1171–1187, tytularny 1187–1197)
- okupacja przez Saladyna (1187–1197)
- Renaud Grenier (przywrócony, 1197–1202)
- Balian I Grenier (1202–1239)
- Julian Grenier (1239–1260, sprzedał dobra templariuszom)
- Thomas Béraud (jako wielki mistrz templariuszy, 1260)

### Tytularni
- Julian Grenier (1260–1275)
- Balian II Grenier (1275–1277)
- brak informacji w źródłach do XV wieku
- Filip de Lusignan (tytularny ok. 1460)
- Febus de Lusignan (tytularny, do lipca 1485)